# Eberhard Erxleben
Eberhard Erxleben (* 4. August 1925 in Eberswalde; † 24. März 2010 in Berlin) war ein deutscher Epigraphiker.
Eberhard Erxleben studierte Alte Geschichte und Epigraphik. Beeinflusst von Günther Klaffenbach begann Erxleben sich für die Epigraphik zu begeistern. Erxleben war von 1951 bis 1964 wissenschaftlicher Mitarbeiter am Münzkabinett der Staatlichen Museen in Berlin und für die antiken Münzen zuständig. Im Dezember 1965 wurde er an der Humboldt-Universität zu Berlin mit der Arbeit Das Münzgesetz des delisch-attischen Seebundes promoviert. Seit 1964 arbeitete er mit Reinhard Koerner an den Inscriptiones Graecae. Erxleben übernahm 1972 als Nachfolger von Günther Klaffenbach die Leitung der Inscriptiones Graecae an der Akademie der Wissenschaften der DDR und war damit der fünfte Leiter des 1815 gegründeten griechischen Inschriftenwerkes der Berliner Akademie. Erxleben verfasste nur wenige epigraphische und wirtschaftshistorische Aufsätze. Seine Haupttätigkeit galt dem monumentalen Corpus der voreukleidischen Inschriften Attikas, das 1962 von David Lewis und mit Hilfe von Lilian Jeffery in mehr als dreißigjähriger Arbeit erstellt und von Erxleben revidiert und zur Veröffentlichung gebracht worden ist. Im August 1990 trat er in den Ruhestand.

## Schriften
- Das Münzgesetz des delisch-attischen Seebundes. In: Archiv für Papyrusforschung 19, 1969, S. 91–139. 212; 20, 1970, S. 66–132; 21, 1971, S. 145–162 (= Dissertation Berlin 1965).
- Inscriptiones Graecae
  - mit David Lewis, Klaus Hallof: Inscriptiones Atticae Euclidis anno anteriores. Band 3: Indices. Berlin 1998, ISBN 3-11-010362-1.